# Den törnekrönte Kristus
Den törnekrönte Kristus är en oljemålning av den italienske renässanskonstnären Giovanni Bellini. Den målades före 1507 och ingår sedan 1911 i Nationalmuseums samlingar i Stockholm. 
Målningen visar Jesus efter hans död på korset, sittande på kanten av en öppen sarkofag. Han har en törnekrona på huvudet och på händerna syns såren efter korsfästelsen. Målningen är en typ av andaktsbild vars poetiska uttryck och dramatiska närbildseffekt av Jesus är inramad i ett fridfullt landskap som genomströmmas av gudomligt ljus.